# Proto-Semitisch
Het Proto-Semitisch is een hypothetische taal, de voorouder van de Semitische talen, die gereconstrueerd is met behulp van methoden uit de vergelijkende historische taalkunde. Samen met het Oudegyptisch, Proto-Berbers en Proto-Tsjadisch stamt het af van het Proto-Afro-Aziatisch.
In het Proto-Semitisch kende het zelfstandig naamwoord de categorieën geslacht (mannelijk en vrouwelijk), getal (enkelvoud, meervoud en duaal) en naamval (nominatief, genitief en accusatief). De basiswoordvolgorde is VSO (predicaat - subject - object
Het Proto-Semitisch was een agglutinerende taal met elementen van contractie.

## Oorsprong en chronologie

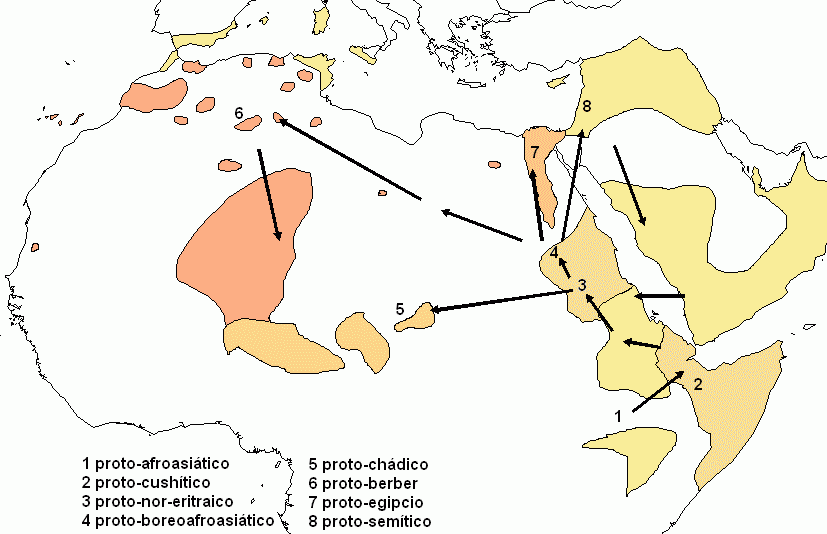
Kaart van de verspreiding van de Afro-Aziatische talen; Proto-Semitisch wordt aangegeven met het cijfer "8"

Het verspreidingsgebied van de sprekers van de Semitische talen lag van oudsher in Syrië, het Arabisch Schiereiland en Afrika. In Syrië leefden echter al in de Oudheid niet-Semitische volkeren, zoals blijkt uit geografische namen in oude Syrische en Oud-Akkadische teksten. Arabië kan moeilijk de omstandigheden hebben geboden voor de bevolkingsgroei die nodig was voor de massale migraties van Semitische volkeren die plaatsvonden voordat de dromedaris werd gedomesticeerd. Wat Afrika betreft, hangt de verschijning van Semitische volkeren in de Hoorn van Afrika eerder samen met verovering en migratie dan met het feit dat daar oorspronkelijk Semitische volkeren woonden. Igor Djakonov plaatste de urheimat van de Semieten tussen Palestina en de Nijldelta. Volgens fylogenetische studies bevond het zich in de Levant.
De gereconstrueerde dierennamen van het Proto-Semitisch spelen een belangrijke rol in de zoektocht naar het voorouderlijk land. Zo werden de woorden *dubb- "beer", *ri'm- "oeros" en *pVl- "olifant" gereconstrueerd, maar de gezamenlijke woorden voor dromedaris, struisvogel en jachtluipaard ontbreken, wat een argument is tegen het plaatsen van het oorsprongssland in Arabië.
De Protosemieten kwamen vermoedelijk vanuit Noordoost-Afrika, het oorsprongsland van de Afro-Aziatische volkeren, naar hun West-Aziatische thuisland. Hun migratie hing samen met de verslechtering van de klimaatomstandigheden in Noord-Afrika halverwege het 4e millennium v.Chr. Het is mogelijk dat het verdwijnen van het Ghassulian verband hield met de komst van de Proto-Semieten.
Het uiteenvallen van het Proto-Semitisch (de scheiding van het Proto-Zuid-Semitisch van de rest van de groep) dateert volgens één hypothese terug tot ongeveer het begin van het 5e millennium v.Chr. Volgens een andere hypothese vond dit plaats rond 3000 v.Chr. en werd geassocieerd met het aftakken van de Oost-Semitische groep (Akkadisch en Eblaïtisch).
- Library of Congress Control Number: sh85107764
- Nationale Bibliotheek van Israël: 987007541248205171